# Флетмарк
Флетмарк (нем. Fleetmark) — община в Германии, в земле Саксония-Анхальт.
Входит в состав района Зальцведель. Подчиняется управлению Зальцведель-Ланд. Население составляет 803 человека (на 31 декабря 2006 года). Занимает площадь 29,04 км².